# Dia Internacional dos Capacetes Azuis
O Dia Internacional dos Capacetes Azuis ou Dia Internacional dos Soldados da Paz das Nações Unidas, é celebrado anualmente a 29 de Maio e visa prestar homenagem a todos os homens e mulheres que serviram e continuam a servir nas operações de manutenção da paz das Nações Unidas, reconhecer o seu elevado nível de profissionalismo, dedicação e coragem e também para honrar a memória daqueles que perderam a vida em prol da paz.

## História
Foi proclamado pela Resolução 57/129 da Assembleia Geral das Nações Unidas, no dia 11 de Dezembro de 2002, após um pedido oficial da Associação Ucraniana das Forças para a Paz e do Governo da Ucrânia, à Assembleia Geral da ONU. Foi celebrado pela primeira vez em 2003.
A data marca também o aniversário da UNTSO (Organização das Nações Unidas para Supervisão da Trégua), criada para supervisionar o cessar-fogo da Guerra Árabe-Israelense de 1948, tendo sido esta a primeira missão de paz da ONU.

## Objectivos
Visa prestar homenagem a todos os homens e mulheres que serviram e continuam a servir nas operações de manutenção da paz das Nações Unidas, reconhecer o seu elevado nível de profissionalismo, dedicação e coragem e também para honrar a memória daqueles que perderam a vida em prol da paz.

## Comemoração
O dia é assinalado na Sede das Nações Unidas em Nova Iorque com a entrega da Medalha Dag Hammarskjöld, declarações do Presidente da Assembleia Geral e do Secretário-Geral, bem como um comunicado de imprensa sobre o estado das missões de paz da ONU e a contínua necessidade do seu trabalho.
Esta data é comemorada no mundo inteiro. Vários países prestam homenagem aos seus próprios capacetes azuis que se encontram em missão no exterior e a própria a ONU organiza festivais, fóruns de discussão e memoriais parceria com grupos locais e nacionais.
Em 2020, a ONU destacou papel das forças femininas envolvidas na manutenção da paz.
O Dia Nacional dos Capacetes Azuis é comemorado no Canadá, no dia 9 de Agosto em memória das vidas perdidas quando um avião de passageiros da ONU, operado pelo Canadá, foi abatido pela Síria.